# Les Olympiades (film)
Pour les articles homonymes, voir Olympiades.
Pour plus de détails, voir Fiche technique et Distribution.
Les Olympiades est un film français réalisé par Jacques Audiard, sorti en 2021. Il s'agit d'une adaptation de la série de bandes dessinées Les Intrus d'Adrian Tomine.

## Synopsis
Paris 13e, quartier des Olympiades. Émilie rencontre Camille, qui est attiré par Nora qui elle-même croise le chemin d’Amber. Trois filles et un garçon. Ils sont amis, parfois amants, souvent les deux.
Émilie, opératrice de centre d'appels pour un fournisseur de services téléphoniques, vit dans un appartement du complexe des Olympiades appartenant à sa grand-mère en phase terminale. Confrontée à des difficultés pour payer son loyer, elle place des annonces pour une colocation, auxquelles répond Camille, enseignant retournant à l'université pour son agrégation. Émilie hésite d'abord à louer à un homme, mais les deux entament rapidement une relation sexuelle. Ils conviennent chacun qu'ils ne sont pas intéressés par une relation de  couple, mais Émilie développe des sentiments pour Camille et devient frustrée lorsqu'il refuse d'avoir des relations sexuelles avec elle une nuit. Le lendemain, ils décident d'arrêter d'en avoir et Camille poursuit de manière romantique une collègue. Lorsqu'il invite cette dernière, Émilie se rend à une fête, prend de la MDMA, couche avec une femme, puis fait une crise d'angoisse après être retournée dans son appartement et avoir entendu Camille coucher avec sa partenaire. Émilie exprime sa jalousie et sa frustration (ayant récemment perdu son emploi) sur Camille, qui décide d'emménager avec sa nouvelle compagne.
Nora, 33 ans, est étudiante à la même université que Camille, en deuxième année de licence en droit. Elle a passé la majeure partie de sa jeunesse à travailler pour une société immobilière appartenant à son oncle par alliance, avec qui elle a eu une relation sexuelle durant dix ans. Nora a peu d'amis et a du mal à s'identifier à ses jeunes camarades. Elle achète impulsivement une perruque blonde et assiste à une soirée universitaire endiablée en la portant. Lors de la fête, elle est confondue avec la camgirl bien connue Amber Sweet, qui porte une perruque similaire, et est harcelée par d'autres étudiants jusqu'à ce qu'elle quitte la fête. Le lendemain, Nora est moquée par les élèves de son cours qui pensent qu'elle est Amber et abandonne ses études peu de temps après.
En manque d'emploi, Nora postule à un poste dans une petite société immobilière dirigée par Camille, qui a depuis rompu avec son ancienne collègue et repris l'entreprise d'un ami pour compléter ses revenus. Nora décide de fixer des limites platoniques entre Camille et elle, mais finit par tomber amoureuse de lui et ils entrent dans une relation. Camille renoue une amitié épineuse avec Émilie, devenue depuis serveuse. Camille demande conseil à Émilie sur sa relation actuelle, mais son amour pour lui la rend incapable d'aborder le sujet. Pendant ce temps, Nora traque Amber et achète du temps de caming avec elle pour discuter de l'incident de l'erreur d'identité. Au cours de nombreux chats vidéo, elles deviennent des amies proches.
La relation entre Nora et Camille devient tendue et ils finissent par se séparer après une relation dans laquelle Nora domine Camille. La même nuit, la grand-mère d'Émilie décède. Quand Émilie dit à Camille qu'elle se sent incapable d'affronter sa famille lors des funérailles le dimanche suivant, Camille lui propose de l'accompagner. Émilie est irritée par cette offre et demande à Camille soit d'assister aux funérailles (et ainsi de s'engager dans une relation), soit de couper les ponts avec elle. Ce dimanche-là, Nora et Amber se rencontrent dans un parc. Nora s'évanouit après avoir salué Amber, puis lui demande de l'embrasser. Aux Olympiades, Émilie s'apprête à assister seule à l'enterrement lorsque l'interphone de son appartement sonne ; c'est Camille qui l'attend. Émilie demande à Camille d'expliquer pourquoi il est venu jusqu'à ce que Camille avoue qu'il l'aime. Elle raccroche alors le téléphone pour rejoindre Camille à l'extérieur.

## Fiche technique
Sauf indication contraire, les informations mentionnées dans cette section peuvent être confirmées par la base de données cinématographiques IMDb,  présente dans la section « Liens externes ».
- Titre original : Les Olympiades (Les Olympiades, Paris 13e à l'écran)
- Réalisation : Jacques Audiard
- Scénario : Jacques Audiard, Céline Sciamma et Léa Mysius, d'après la bande dessinée Les Intrus d'Adrian Tomine
- Musique : Rone
- Supervision musicale : Pierre-Marie Dru
- Photographie : Paul Guilhaume
- Montage : Juliette Welfling
- Société de production : Page 114
- Budget : 5,43 millions d'euros
- Pays de production :  France
- Langues originales : français, mandarin et anglais
- Format : noir et blanc avec une scène en couleur — 1,85:1
- Genre : drame
- Durée : 105 minutes
- Dates de sortie :
  - France : 14 juillet 2021 (Festival de Cannes) ; 3 novembre 2021 (sortie nationale)
  - Belgique, Suisse romande : 3 novembre 2021
- Classification :
  - France : tous publics avec avertissement lors de sa sortie en salles et déconseillé aux moins de 12 ans à la télévision

## Distribution
- Lucie Zhang : Émilie
- Makita Samba : Camille
- Noémie Merlant : Nora
- Jehnny Beth : Louise, alias Amber Sweet
- Camille Léon-Fucien : Eponine, la sœur de Camille
- Océane Caïraty : Stéphanie
- Anaïde Rozam : Leïla
- Pol White : le père de Camille
- Rong-Ying Yang : la mère d'Émilie
- Geneviève Doang : Karin, la sœur d'Émilie
- Xing Xing Cheng : la grand-mère d'Emilie
- Fabienne Galula : la directrice du centre d'appels
- Raphaël Quenard : Jeff
- Teki Latex : lui-même
- Jules Benchetrit : un garçon sur le dancefloor

## Production

### Genèse et développement
C'est l'adaptation de la bande dessinée Les Intrus (Killing and Dying) d'Adrian Tomine qui est un recueil de six histoires. Cette adaptation est faite par Jacques Audiard, Céline Sciamma et Léa Mysius.

### Tournage
Le tournage a lieu essentiellement dans le 13e arrondissement de Paris, notamment dans le quartier des Olympiades qui donne son nom au film. Le film a été tourné en pleine crise sanitaire, les prises de vue se sont déroulées entre septembre et décembre 2020.
Dans une interview, le directeur de la photographie Paul Guilhaume explique que la consigne de Jacques Audiard était un « noir et blanc brillant ». Il a donc utilisé comme référence principale les photographies d'Anders Petersen, notamment la façon dont celui-ci obtient un effet argenté par le choix des sujets ainsi que par un travail au tirage.

## Sortie

### Accueil
En France, le site Allociné propose une moyenne des critiques presse de 3,7/5.

### Box-office
| Pays ou région | Box-office      | Date d'arrêt du box-office | Nombre de semaines |
| -------------- | --------------- | -------------------------- | ------------------ |
| France         | 194 786 entrées | 15 février 2022            | 15                 |
| Total mondial  |                 | -                          | -                  |

## Distinctions

### Sélection
- Festival de Cannes 2021 : sélection officielle, en compétition

### Nominations
- Lumières 2022 :
  - Meilleure mise en scène pour Jacques Audiard
  - Révélation masculine pour Makita Samba
  - Révélation féminine pour Lucie Zhang
- César 2022 : 
  - Meilleur espoir féminin pour Lucie Zhang
  - Meilleur espoir masculin pour Makita Samba
  - Meilleure adaptation
  - Meilleure photographie
  - Meilleure musique originale